# 博兰
博兰（法語：Beauraing，法語發音：[boʁɛ̃] ⓘ）是比利时瓦隆大区那慕爾省迪南区的一个城市，西与法国阿登省接壤，东与比利时盧森堡省接壤，通行法语，是比利时法语社群的一部分，面积174.55平方千米，人口9,160人（2018年1月1日）。

## 友好城市
- 法國 瑟尔